# Томашов, Валерий Васильевич
Вале́рий Васи́льевич Томашов (род. 17 июля 1947 года) — советский и российский философ

, культуролог, театровед, театральный критик.

## Биография
Окончил историко-филологический факультет Ярославского государственного педагогического института в 1970 году. В 1976 году окончил аспирантуру при кафедре философии Ярославского государственного университета.
В 1992—1993 годах работал внештатным профессором кафедры философии Стоунхилл-колледжа (Норт Истон, штат Массачусетс, США), параллельно — стажер-исследователь кафедры философии Гарвардского университета (Кембридж, Массачусетс, США).
В 1999 году защитил докторскую диссертацию (специальность 09.00.03 — история философии) на тему: «Проблема ответственности в экзистенциальной антропологии США».
Преподаёт в Ярославском государственном университете им. П. Г. Демидова с 1976 г., с 2000 г. — профессор кафедры философии. В 2002—2008 гг. — проректор ЯрГУ им. П. Г. Демидова по внеучебной и социальной работе. В 2017—2022 гг. — заведующий кафедрой социальной политики, с 2022 г. по настоящее время — профессор кафедры социальной политики ЯрГУ им. П. Г. Демидова.
Член Союза театральных деятелей РФ. Председатель Ярославского регионального отделения Союза театральных деятелей РФ в 2010- 2015 гг. Председатель жюри 1- 6 фестивалей профессиональных театров Ярославской области (2010—2015 гг.)..
Председатель Совета по религиоведческой экспертизе при Управлении Министерства юстиции РФ по Ярославской области.
Председатель общественно-консультативного совета УФМС России по Ярославской области (2007—2016 гг.)
Внештатный сотрудник газеты «Северный край»

## Звания
- Почётный работник высшего профессионального образования РФ
- Заслуженный работник высшей школы РФ
- Действительный член Международной академии психологических наук
- Член Российского отделения Фулбрайтовской ассоциации (США)
- Член Учёного совета факультета социально-политических наук ЯрГУ

## Труды
- Коммуникативный универсум духовной культуры. Монография. М. Н. Эпштейн, В. А. Бажанов, Б. Л. Губман, С. Н. Гавров, И. Э. Клюканов, Е. Б. Рашковский, И. Семецки, В. В. Томашов, Г. Л. Тульчинский. — М.: РосНОУ, 2015. — 288 с. ISBN 978-5-89789-104-7